# Noé Jitrik
Noé Jitrik (Rivera, 23 gennaio 1928 – Pereira, 6 ottobre 2022) è stato un critico letterario e scrittore argentino.

## Biografia
Nel 1953 iniziò a collaborare con la rivista Contorno, insieme a David Viñas, Ismael Viñas, León Rozitchner, Juan José Sebreli, Oscar Masotta e Carlos Correas.
Fu professore presso l'Università di Córdoba, dove conobbe Tununa Mercado, che sposò nel 1961.
Nel 1964 si trasferì a Buenos Aires.
Nel 1966 fu sceneggiatore del film Todo sol es amargo.
Jitrik prese parte con la moglie a un comitato di solidarietà con il Cile e altri paesi sudamericani dove erano avvenuti colpi di stato militari durante gli anni '70.
Nel 1974 lavorò per sei mesi in Messico come insegnante.
Nel 1987, in Argentina, divenne membro anziano del Consejo de Investigaciones Científicas y Tecnológicas (CONICET).
Nel 1990 diresse la rivista sYc.
Dal 1997 fu direttore dell'Instituto de literatura hispanoamericana presso l'Università di Buenos Aires.
Jitrik è morto nel 2022 in seguito a un ictus. Aveva 94 anni.

## Pubblicazioni
Testi critici
- Leopoldo Lugones. Mito Nacional. Palestra, 1960.
- Horacio Quiroga. Una obra de experiencia y riesgo. Ediciones Culturales Argentinas, 1960. Nueva versión corregida, Montevideo, Arca, 1967.
- Procedimiento y mensaje en la novela. Universidad Nacional de Córdoba, 1962. <
- Escritores argentinos, dependencia o libertad. Ediciones del Candil, 1967.
- Esteban Echeverría, Buenos Aires, CEAL, 1967.
- Horacio Quiroga. CEAL, 1967. >
- Muerte y resurrección de "Facundo". CEAL, 1968.
- El 80 y su mundo. Buenos Aires, Jorge Álvarez, 1968.
- El mundo del ochenta. CEAL, 1982. (Segunda edición de El 80 y su mundo.)
- Tres ensayos sobre Esteban Echeverría, Besançon, Faculté des Lettres. Col. Les annales. 1969.
- José Hernández. CEAL, 1971.
- Sarmiento. CEAL, 1971.
- José Martí. CEAL 1971.
- Ensayos y estudios de literatura argentina. Buenos Aires, Galerna. 1971.
- El fuego de la especie. Buenos Aires, Siglo XXI, 1971.
- La novela futura de Macedonio Fernández Caracas, Biblioteca de la Universidad Central, 1973.
- Producción literaria y producción social. Buenos Aires, Sudamericana, 1975.
- El No-Existente Caballero (Ensayo sobre la forma del "personaje" en la literatura latinoamericana), Buenos Aires, Megápolis, 1975.
- Las contradicciones del modernismo. México, El Colegio de México, 1978.
- La memoria compartida. México, Editorial Veracruzana, 1982. CEAL, 1987 (2a edición).
- La lectura como actividad. México, Premiá, 1982.
- Los dos ejes de la cruz. Puebla, UAP, 1983.
- Las armas y las razones. Sudamericana, 1984.
- La vibración del presente. México, FCE, 1987.
- Cuando leer es hacer. Santa Fe, Universidad Nacional del Litoral, 1987.
- Temas de teoría. El trabajo crítico y la crítica literaria. Premiá, 1987.
- Lectura y cultura. México, Dirección de Fomento Editorial, UNAM, 1987.
- El balcón barroco. México, UNAM, 1988.
- Historia de una mirada. UNAM y El Equilibrista, 1992. Reescritura de Los dos ejes de la Cruz. También en Buenos Aires, Ediciones de la Flor, 1992.
- El dominio de la palabra (edición de los materiales producidos en el Primer Encuentro de Problemas del Discurso, marzo 1987, UNAM, FCPyS, maggio 1992).
- La selva luminosa, Ensayos críticos (1987-1991). Buenos Aires, Facultad de Filosofía y Letras, 1993.
- Historia e imaginación literaria. Buenos Aires, Biblos, 1995.
- Suspender toda certeza, antología crítica (1959-1976), Biblos, 1997.
- El ejemplo de la familia, Ensayos y trabajos sobre literatura argentina. Buenos Aires, Eudeba, 1998.

Racconti
- Addio a la mamma, Fiesta en casa, y otros poemas (1965). Ediciones Zona de la Poesía Americana
- Llamar antes de entrar (1972) relatos. S’ntesis Dosmil, Caracas
- Comer y comer (1974). Ediciones de la Flor
- Del otro lado de la puerta: rapsodia (1974) (con i disegni di Roberto Broullon). Ediciones Megópolis
- Limbo (1989)
- Citas de un día (1992). Alfaguara
- Mares del sur (1997). Buenos Aires, Tusquets.